# Credit Suisse
Credit Suisse Group AG byla globální investiční banka a firma poskytující finanční služby založená a sídlící ve Švýcarsku. Centrála se nachází v Curychu, na Paradeplatz. Od roku 2011 patřila mezi celosvětově systémově významné banky. V roce 2021 měla aktiva ve výši 1,6 bilionu švýcarských franků. Mezi významné institucionální akcionáře patří státní společnosti z oblasti Perského zálivu (katarské a saúdskoarabské), ale také Norská centrální banka. Ke kontroverzním tématům spojeným s bankou patří její pomoc ruským oligarchům po ruské invazi na Ukrajinu roku 2022. Již v letech 2008 až 2012 byla banka předmětem mnoha mezinárodních vyšetřování daňových úniků, které vyvrcholilo přiznáním viny a zaplacením pokuty ve výši 2,6 miliardy amerických dolarů. V roce 2023 banku koupila švýcarská banka UBS.

## Historie
Credit Suisse byla založena v roce 1856 jako Schweizerische Kreditanstalt (švýcarská úvěrová instituce) s Alfredem Escherem a německou bankou Allgemeine Deutsche Credit-Anstalt , která držela 50% podíl. Prvotním cílem bylo financovat a vybudovat švýcarskou železniční síť. V roce 1900 se začala přesouvat do retailového bankovnictví (zaměřeného na drobné střadatele) v reakci na vzestup střední třídy a konkurenci ze strany švýcarských bank UBS a Julius Bär. V 90. letech 20. století skoupila řadu finančních institucí jako například Winterthur Group.